# Yokosuka
Yokosuka (横須賀市 -shi) é uma cidade japonesa localizada na província de Kanagawa.
Em 2003 a cidade tinha uma população estimada em 431 332 habitantes e uma densidade populacional de 4 286,74 h/km². Tem uma área total de 100,62 km².
Recebeu o estatuto de cidade em 1907.

## Cidades-irmãs
- Corpus Christi, Estados Unidos
- Brest, França
- Medway, Reino Unido
- Fremantle, Austrália
- Aizuwakamatsu, Japão (acordo de amizade)

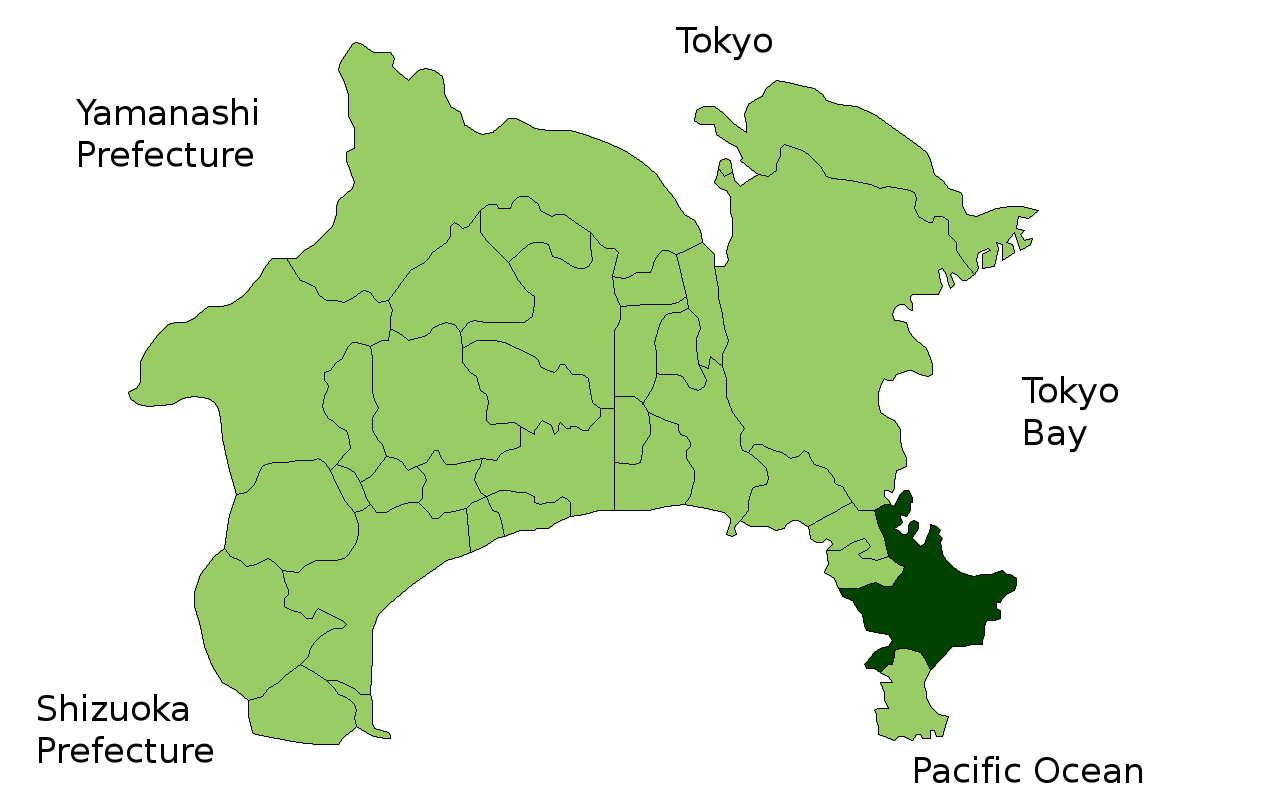
Localização da cidade de Yokosuka na província de Kanagawa